# Santísima Trinidad (galió)
|  | No s'ha de confondre amb Santísima Trinidad (navili). |

El Santísima Trinidad fou un galió espanyol destinat al trànsit de mercaderies entre les Filipines i Mèxic, va ser la més gran de les naus conegudes com a "galions de Manila". Denominat oficialment Santísima Trinidad y Nuestra Señora del Buen Fin, se'l coneixia familiarment com El Poderós.
Amb 51,5 m d'eslora, 15,2 m de mànega i 10,1 m de puntal, desplaçava a prop de dues mil tones i va estar equipat amb fins a 54 canons. Va ser construït a Manila el 1750. El seu gran volum i alguns defectes de construcció van fer necessàries unes reformes, efectuades el 1757, per reduir-ne el desplaçament.
L'agost de 1762 va partir de Cavite cap a Acapulco, però a causa de vents contraris i a un tifó que es va produir a la nit 2 d'octubre que va abatre els seus pals major i messana, el seu capità va decidir tornar a les Filipines. Això, sense conèixer que Espanya i Anglaterra es trobaven en guerra i Manila havia caigut en mans britàniques. En el seu viatge de tornada, va ser interceptat per les naus HMS Panther, de 60 canons, sota el comandament del capità Hyde Parker, i la fragata HMS Argo, de 28 i manada per Richard King. Encara que les canonades de la Panther no van ser suficients per penetrar el gruixut buc de fusta, la descoratjada tripulació del Santísima Trinidad va decidir de rendir-se tot i haver patit poques baixes en comparació amb els anglesos. La nau capturada va ser conduïda a Portsmouth, on la seva venda va produir 30.000 lliures als capitans captors, una veritable fortuna per a aquells temps. Res se sap de la destinació final del Poderós, encara que probablement fou desballestat.